# Csészegombafélék
A csészegombafélék (Pezizaceae) a tömlősgombák (Ascomycota) törzsének Pezizomycetes osztályába tartozó csészegombák (Pezizales) rendjének névadó családja.
A csészegombák egy ősibb családja, ezekre jellemző módon az apotéciumok egyszerűek, keletkezésüket az anterídiumok és aszkogóniumok összeolvadása előzi meg. Szaprotrófok, így erdők talaján, korhadó fákon vagy állati ürüléken élnek.
Az ide tartozó gombák termőteste csésze vagy csészealj formájú. Ennek belső felületén termelődnek a spórák. A gomba különleges alakja arra szolgál, hogy az általa fókuszált esőcseppek kilökjék a spórákat a csészéből. Ezen kívül a görbület lehetővé teszi, hogy a szél kifújja a spórákat, más módon mint a kalaposgombáknál (Agaricales) vagy a tinórugomba-alkatúaknál (Boletales).
A csészegombafélék változatos formákat ölthetnek. A narancsvörös csészegomba (Aleuria aurantia) például úgy néz ki, mint egy narancs eldobott héja. Egyes fajai élénk színekben pompáznak, mint például a piros csészegomba (Sarcoscypha coccinea), aminek cinóberpiros apotéciumai a tavasz első hírnökei.
Bár a csészegombák többsége nem mérgező, gondos azonosítás nélkül ezeket sem tanácsos elfogyasztani.

## Nemzetségek
A családba a következő nemzetségek tartoznak:
- Aleuria (Fr.) Gillet 1879
- Aleurina (Sacc.) Sacc. & P. Syd. 1902
- Amylascus Trappe 1971
- Boudiera Cooke 1877
- Caulocarpa Gilkey 1947
- Chromelosporium Corda 1833
- Clelandia Trappe 1979
- Cryptica R. Hesse 1884
- Curreyella Massee 1895
- Daleomyces Setch. 1924
- Detonia Sacc. 1889
- Discaria (Sacc.) Sacc. 1889
- Durandiomyces Seaver 1928
- Eremiomyces Trappe & Kagan-Zur 2005
- Galactinia (Cooke) Boud. 1885
- Geoscypha (Cooke) Lambotte 1888
- Gonzala Adans. ex Léman 1821
- Gorodkoviella Vassilkov 1969
- Hapsidomyces J.C. Krug & Jeng 1984
- Heteroplegma Clem. 1903
- Hydnobolites Tul. & C. Tul. 1843
- Hydnoplicata Gilkey 1955
- Hydnotryopsis Gilkey 1916
- Infundibulum Velen. 1934
- Iodophanus Korf 1967
- Iodowynnea Medel, Guzmán & S. Chacón 1996
- Iotidea Clem. 1909
- Kalaharituber Trappe & Kagan-Zur 2005
- Kimbropezia Korf & W.Y. Zhuang 1991
- Lepidotia Boud. 1885
- Leptopeza G.H. Otth 1871
- Lycoperdellon Torrend 1913
- Muciturbo P.H.B. Talbot 1989
- Mycoclelandia Trappe & G.W. Beaton 1984
- Napomyces Setch. ex Clem. & Shear 1931
- Ostracoderma Fr. 1825
- Pachyella Boud. 1907
- Pachyphlodes Zobel 1854
- Pachyphloeus Tul. & C. Tul. 1844
- Paramitra Benedix 1962
- Peltidium Kalchbr. 1862
- Peziza Fr. 1822 (típusnemzetség)
- Pfistera Korf & W.Y. Zhuang 1991
- Phaeobarlaea Henn. 1903
- Phaeopezia (Vido) Sacc. 1884
- Plicaria Fuckel 1870
- Plicariella (Sacc.) Rehm 1894
- Podaleuris Clem. 1909
- Pulvinaria Velen. 1934
- Rhodopeziza Hohmeyer & J. Moravec 1995
- Ruhlandiella Henn. 1903
- Sarcosphaera Auersw. 1869
- Scabropezia Dissing & Pfister 1981
- Scodellina Gray 1821
- Sphaerozone Zobel 1854
- Svrcekia Kubicka 1960
- Tirmania Chatin 1892
- Tomentelleopsis Orlova 1959
- Tremellodiscus Lloyd 1925

## Fordítás
- Ez a szócikk részben vagy egészben a Cup fungus című angol Wikipédia-szócikk ezen változatának fordításán alapul.  Az eredeti cikk szerkesztőit annak laptörténete sorolja fel. Ez a jelzés csupán a megfogalmazás eredetét és a szerzői jogokat jelzi, nem szolgál a cikkben szereplő információk forrásmegjelöléseként.